# Maymena calcarata
Maymena calcarata är en spindelart som först beskrevs av Simon 1897.  Maymena calcarata ingår i släktet Maymena och familjen Mysmenidae. Inga underarter finns listade i Catalogue of Life.